# Монар
Монар — польская неправительственная организации, чья деятельность направлена на помощь наркоманам, бездомным; тем, кто заражён ВИЧ (или СПИД), и многим другим группам людей, которым нужна помощь. Она была учреждена официально в качестве ассоциации в 1981 году.

## История
Монар берёт свои истоки от первого центра, который был открыт 15 октября 1978 года в Глоскове возле Гарволине, его основал Марек Катаньский (пол. Marek Kotański)). Он и несколько других добровольцев восстановили заброшенный дом, лежавший в руинах.
Организация состоит из 30 стационарных центров реабилитации, и 28 пунктов «временной помощи» для наркоманов и алкоголиков. Он также содержит 70 общежитий для бездомных и 13 информационных пунктов, пытаясь предотвратить СПИД, наркоманию; оказывая помощь родителям и т. д.
В организации работает около 700 специалистов (медицинских работников, психологов и т. д.), а также привлекаются около 300 волонтеров каждый год.
Каждый год в Монаре восстанавливаются около 2000 наркоманов и алкоголиков. Около 20 000 бездомных людей используют Монар как общежитие.

## Деятельность
Монар имеет полный охват воздействия в следующих областях:

### Профилактика наркомании
Начиная с 1981 года, Монар проводит ряд профилактических мероприятий на территории всей страны. Профилактика Монара основана на универсальных ценностях, таких как: доброта, честность, любовь, уважение другого человека, ответственность за себя и других. Развитие этих ценностей и вера в смысл творить добро, в концепции Монара — основные цели профилактики. Целью профилактики Монара является пропаганда жизни без наркотиков, укрепления здоровья и творческого развития личности.

### Лечение, реабилитация и восстановление наркоманов
Общество обеспечивает лицам с наркотиками специализированную помощь в области консультаций, консультирования, индивидуальной и групповой терапии и детоксикации, помощь: простую терапию и в условиях стационара и реабилитацию для наркоманов.

Специализированной помощью Монара также могут воспользоваться семьи, родные и близкие зависимых людей. В составе Монара работает 28 клиник профилактики и терапии зависимостей и 30 стационарных реабилитационных центров; в том числе — 5, специализирующихся на работе с молодежью. Диспансеры дают ежегодно более 95 тысяч рекомендаций. В стационарных центрах, проводимых методом терапевтического сообщества, предоставляемую помощь получают около 2000 человек в год.

### Социальная реадаптация
Ассоциация Монар с 1993 года ведёт организованную помощь для бездомных, одиноких, больных в терминальной стадии, покидающих исправительные учреждения, живущих по разным причинам «на окраине жизни» («исключенных из социума»). Движение «Выхода из Бездомности» Маркот (Markot) — это сеть, состоящая из 70 мест: ночлежек, домов, стационарной помощи, а также столовой.
В рамках помощи людям, лишенных социального общения, Монар ведёт программы терапии: алкогольной, помощь после отсидки в заключении, палаты больных и скорую помощь для бездомных людей, программы помощи в хосписах и психолого-правовой центр. Помощь «Выхода из Бездомности» Маркот напрямую получает более 20 тысяч человек в год.
Монар, в сотрудничестве с Центральным Управлением пенитенциарной Службы, ведёт программы в исправительных учреждениях, а также предлагает лечебную помощь лицам в исправительных учреждениях.

### Снижение вреда
Монар ведёт «низкопороговые (niskoprogowe) программы» для людей, активно использующих наркотики, целью которых является улучшение их здоровья и социальной ситуации, а также программы снижения вреда, вызванного употреблением наркотиков, целью которых является противодействие распространению ВИЧ-инфекции, других инфекционных заболеваний, а также криминализации. 13 клиник и консультационных пунктов Монар в Польше ведёт программы снижения вреда, предлагая, прежде всего, консультирование в области здоровья, образования и информацию. Ассоциация издаёт информационный бюллетень «Монар для масс» и ведёт обмен игл и шприцев. Эти программы включают в себя охват около 4000 человек в год.

### Прочая деятельность Монара
Ассоциация ведёт активную внешнюю политику, реализуя ряд проектов в странах Центральной и Восточной Европы, а также Центральной и Восточной Азии и в сотрудничестве с организациями аналогичного характера из стран Западной Европы.
Является членом международных и национальных организаций и объединений, в том числе Всемирной Федерации Терапевтических Сообществ.
В Ассоциации Монар действует кодекс деловой этики и стандарты работы, принятые во всех организациях подобного типа в мире.
Действия Монара основаны на финансовых средствах, полученных из бюджета и от других организаций, спонсоров и благотворителей.